# Авіаудар по Костянтинівці 10 червня 2024 року
10 червня 2024 року російські війська завдали авіаудар по мікрорайону «Сонячний» у Костянтинівці. Авіабомба влучила будівлю колишньої «АТС». Шестеро мирних жителів отримали осколкові поранення: двоє чоловіків 47 й 65 років та четверо жінок 63, 82, 83, 88 років. Також було пошкоджено 16 багатоповерхових будинків, одну адміністративну будівлю та трансформатор. Донецька обласна прокуратура розпочала досудове розслідування за фактом порушення законів та звичаїв війни.